# コズミック・ガール
「コズミック・ガール」(Cosmic Girl)は、1996年のジャミロクワイの楽曲。

## 概要
- ミュージックビデオの作成中にランボルギーニの特別モデル2台が大破＆破損した事で有名(後述参照)。このビデオによってボーカルのジェイ・ケイのスーパーカー好きが広く知られた。
- ケイがクラブで出会った女性と朝まで踊り、帰る時にクラブを出たところでこの歌のサビのメロディーと歌詞がそっくりそのまま頭に浮かび、気づいたら自然に歌っていたた歌である(ライナーズノートより)。
- 1996年にコズミック・ガールを作詞作曲したジェイ・ケイが、2021年2月に旅客機のコズミックガールに搭乗した。偶然その機体に当たっただけで意図した搭乗ではない。
- 2021年にジャミロクワイの公式YouTubeで解像度が鮮明になった(4Kでの)ビデオが公開され、リリースから25年経っているにもかかわらず高い再生回数を記録している。
- 作詞作曲者としてボーカルのケイとドラムのマッケンジーが二人だけでクレジットされた初めての曲である。

## ミュージックビデオ
以下の車がミュージックビデオに使用された。
- ランボルギーニ・ディアブロ30周年特別モデル(1995年製), ジェイ・ケイ所有物
- フェラーリ・F355ベルリネッタ(1994年製), ジェイ・ケイ所有物
- フェラーリ・F40 (1983年製), ニック・メイスン所有物

出演したバンドメンバーは登場時間の長い順に以下である。
- ジェイ・ケイ (ボーカル、リーダー)
- スチュアート・ゼンダー (ベース)
- トビー・スミス (キーボード)
- ウォリス・ブキャナン (ディジュリドゥ)
- デリック・マッケンジー (ドラム)

当時ケイと交際中の彼女は(ジェイ・ケイの「人物」参照)ビデオの中でコズミックガールを演じたがったが、自分の彼女やその他特定の実在する女性がコズミックガール(宇宙的な彼女)を演じるのは少し違うと感じていた。では何がコズミックガールに最適か考えた時、購入したばかりの(納車日は1996年5月24日)ランボルギーニ・ディアブロ30周年特別モデルのメタリックパープルがピッタリだと思いビデオにすることになった。
撮影は1996年11月23日か24日(または両日)にスペインのカボ・デ・ガタで行われた。撮影の4日前にランボルギーニをイギリスのケイの自宅からスペインに搬送しなければならなかったが、ジャミロクワイはドイツでコンサート中だったため搬送スタッフが運ぶことになった。ランボルギーニを実際に運転して移動させるのは車庫から搬送車両までの数百メートルだったが、このスタッフは現場に自分の子供を連れてきており、子供に良い所を見せようと燃料の急噴射をさせ、しかし急加速した車を制御しきれずに搬送車両などに衝突して大破させた。ケイによると、スーパーカーは馬力が大きいので時速80マイル(時速128キロ)以上で走行中に急噴射させるなら良いが、短距離を低速で走行中にやればコントロールを失うのは当然とのこと。ドイツにいたケイは、イギリスにいた当時のマネージャーのケビン・シンプソンから電話で大破の一報を受けた。納車から半年で廃車になってしまうため電話口で相当怒ったが、しかしコズミックガールのイメージにはメタリックパープルでなければならないため、全く同じランボルギーニを手配するよう指示した。
メタリックパープルはイギリスに3台しか存在せず、1台は大破してしまい、もう１台はイオタというレース用モデルで、外見は同じだが公道を走る車検を通っていないため撮影には使えない。残りの1台を探すのは困難になるかと思われたが、幸運にも見つかり、さらにこの所有者は売りに出したい意向があり、走行距離はたった2000kmだったため買うことにし、この車をスペインに運ぶことになった。このため撮影に使われたランボルギーニもイギリス仕様の右ハンドルである。
ケイは自分が撮影現場に到着するまで誰にも運転させるなと指示したが、スタッフは事前準備が必要だったため「正確ドライバー」を雇って準備を開始した(スーパーカーの運転には普通免許で正確に運転できるドライバーではなくレーシングドライバーが好ましいがスタッフは正確ドライバーを雇った)。準備中に正確ドライバーがランボルギーニを運転している時、操作を誤って撮影班の車両にぶつけてフロントガラスを破損させてしまった。すぐにランボルギーニにフロントガラスの注文をかけたが、納入に日数がかかるため撮影に間に合わない状況となった。
ジャミロクワイはドイツでの仕事を終えスペインに到着した後フロントガラスがない事を伝えられ、ケイは怒ったが、仕方がないのでフロントガラスなしで撮影することになった。もうこうなったらいっそボンネットも取り外し、そこにカメラを装着する事にし、車内の様子がフルに映る画角に固定した。ガラスがないので運転席のケイと助手席のゼンダーはカメラに鮮明に映り、ダイレクトに風を受けながら走る映像となっている。
スタッフと怒って議論したため、翌日(1996年11月25日)のチューリッヒのコンサートでは声が出にくいほどだった。
ビデオの冒頭でケイが監視台からジャンプするシーンがあるが、これはカボ・デ・ガタの砂浜ビーチにあった監視台である。少なくとも2013年までは存在していたがその後撤去された模様。冒頭でバンドメンバーが車に乗り込む直線道路や、最後に猛スピードで走る直線道路はカボ・デ・ガタビーチ前の道路AL-3115線で、山道はニハルの道、教会はアルマドラバ教会(スペイン語名サリナス教会)である。この撮影から20年後に楽曲「Cloud 9」のミュージックビデオを作る時も撮影場所にカボ・デ・ガタが選ばれたため、同じ直線道路、山道、教会が映像に出てくる。
スミスがフェラーリF40を運転する姿がビデオに映っているが、F355の運転手は誰だったのか公式発表はない。スミスも高級スポーツカーの収集を趣味としており(詳細は「トビー・スミス」参照)、カボ・デ・ガタの山道でスーパーカーを操作することに問題なかったと思われる。
1996年12月にビデオが公開され(公開日は各国によって違う)、翌月の1997年1月に「J's Master Cut」として別バージョンのビデオも公開された。「J's Master Cut」の方が通常バージョンより9秒短い。
フロントガラスの修理代は2万ポンドだった。廃車になった方の当時の損害額は明かされていない。撮影から21年後の2017年、ケイはこのランボルギーニを手放す事にし約55万ポンドで売りに出された。
このビデオの撮影時ケイはまだフェラーリF40を所有していなかったためニック・メイスンの1983年製のF40が登場しているが、この後自身でも購入したため、楽曲「オールライト」のビデオにはケイが所有する1987年製のF40が登場している。このためこれら2つのミュージックビデオにはそれぞれ外見が違うF40が登場している。ランボルギーニも両ビデオに登場しているが、ランボルギーニとフェラーリF355は同一である。

## チャートと認定
| 国別チャート (1996–1997年)               | 最高順位 |
| ---------------------------------------- | -------- |
| オーストラリア (ARIA)                    | 33       |
| ベルギー (Ultratip Flanders)             | 2        |
| ベルギー (Ultratop 50 Wallonia)          | 34       |
| チェコ (IFPI CR)                         | 10       |
| ヨーロッパ (Eurochart Hot 100)           | 11       |
| フィンランド (Suomen virallinen lista)   | 10       |
| フランス (SNEP)                          | 23       |
| ハンガリー (Mahasz)                      | 6        |
| アイスランド (Íslenski Listinn Topp 40)  | 4        |
| アイルランド (IRMA)                      | 12       |
| イタリア (Musica e dischi)               | 3        |
| オランダ (Single Top 100)                | 78       |
| ニュージーランド (Recorded Music NZ)     | 29       |
| スコットランド (Official Charts Company) | 9        |
| スペイン (AFYVE)                         | 3        |
| スウェーデン (Sverigetopplistan)         | 45       |
| UK シングルス (OCC)                      | 6        |
| UK クラブ (Music Week)                   | 1        |
| US Dance Club Songs (Billboard)          | 7        |
| US Dance Singles Sales (Billboard)       | 18       |

| 国別チャート(1996年)   | 最高順位 |
| ---------------------- | -------- |
| イギリス (OCC)         | 99       |
| UK クラブ (Music Week) | 7        |

| 国/地域                          | 認定 | 認定/売上数 |
| -------------------------------- | ---- | ----------- |
| イギリス (BPI)                   | Gold | 400,000     |
| 認定のみに基づく売上数と再生回数 |      |             |

## トラック・リスト
日本盤CDシングル
1. コズミック・ガール　- 3:45
2. スリッピン・ン・スライディン - 3:36
3. コズミック・ガール　- 7:43
4. コズミック・ガール　- 9:25
5. コズミック・ガール　- 6:48